# Semicytherura brachyptera
Semicytherura brachyptera is een mosselkreeftjessoort uit de familie van de Cytheruridae. De wetenschappelijke naam van de soort is voor het eerst geldig gepubliceerd in 1952 door Ruggieri.